# Nicolinehus
56°09′53″N 10°13′22″Ø / 56.16472°N 10.22278°Ø
Nicolinehus er et nyt bolig- og erhvervsbyggeri under opførelse i bydelen Aarhus Ø. Byggeriet indeholder to bygninger, et stræde mellem bygningerne og en offentlig plads, kaldet Nicoline Kochs Plads. Byggeprojektet foreventes færdigt i 2022. Da byggeriet påbegyndtes i august 2019, var det blandt de 10 største byggeprojekter i Danmark.
Byggeriet er på 16 etager og kommer til at indeholde 243 boliger, ca. 6000 kvadratmeter liberalt erhverv, en markedshal, en Føtex, et fitnesscenter, specialbutikker i gadeplan, en skybar på toppen af bygning 2 og en parkeringskælder i to etager.
Nicolinehus får samlet 243 lejligheder fordelt på 8 byhuse og 175 ejerlejligheder i bygning 1, og 60 lejelejligheder i Bygning 2. Lejlighederne er mellem 45 og 300 kvadratmeter.
Nicolinehus er tegnet af Aart Architects, og entreprenørselskabet som opfører Nicolinehus, er NCC Danmark. Bygherren bag projektet er det aarhusbaserede ejendomsselskab Bricks A/S.

## Historie
Nicolinehus er beliggende på Nicoline Kochs Plads – en plads som er opkaldt efter den tidligere skolebestyrerinde Nicoline Marie Koch.
Nicoline Koch ledede den daværende pigeskole N. Kochs skole og var en skoleleder med udsyn, overblik og mod. I dag er N. Kochs skole for både piger og drenge og er stadig en af Aarhus’ store og progressive privatskoler.
Ved indgangen til Nicoline Kochs stræde fra lystbådehavnen mellem bygning 1 og 2 opstilles en 2,2 meter høj skulptur som hyldest til Nicoline Koch. Denne skulptur er udført i bronze og er udarbejdet af kunstner Liné Ringtved Thordarson.